# Rosalia Nghidinwa
Rosalia Annette Nghidinwa (* 26. Oktober 1952 in Nkurenkuru, Südwestafrika; † 14. Januar 2018 oder 15. Januar 2018 in Windhoek) war eine namibische Politikerin und Mitglied der SWAPO. Sie war zuletzt von Dezember 2012 bis März 2015 Ministerin im Ministerium für Gleichberechtigung und Kinderwohlfahrt.

## Leben
Nghidinwa war als Vize-Arbeitsminister von 2000 bis 2005 Mitglied des Kabinett Nujoma III. Von 2005 bis 2012 war sie namibische Innenministerin im Ministerium für Innere Angelegenheiten und Einwanderung. Sie war zudem seit 2000 Mitglied der Nationalversammlung von Namibia.
Nghidinwa war mit Sam Nghidinwa bis zu seinem plötzlichen Tod im Februar 2009 verheiratet.